# SV Raisting
Der SV Raisting ist ein Sportverein aus der oberbayerischen Gemeinde Raisting. Neben der erfolgreichen Fußballabteilung werden in dem Verein die Sportarten Gymnastik, Karate, Linedance, Stockschießen, Taekwondo, Tennis, Tischtennis, Volleyball und Zumba angeboten.

## Geschichte
Der Verein wurde am 28. Mai 1924 gegründet und als Sportabteilung dem MTV Dießen angeschlossen. Nachdem eine Turnhalle und ein Fußballplatz in Sölb gebaut worden waren, machte man sich 1924 als SV Raisting selbständig. Erste überregionale Erfolge erzielte der Gewichtheber Dominikus Huttner, der 1933 bei der Deutschen Meisterschaft Dritter wurde und 1936 mit 87 Kilogramm einen Weltrekord im einarmigen Drücken aufstellte.
Nach Unterbrechung des Sportbetriebs während des Zweiten Weltkriegs wurde der Verein am 8. Juli 1946 wieder gegründet. 1948 stieg die Fußballabteilung erstmals in die Bezirksklasse auf. Nach Jahrzehnten in den unteren Ligen des Fußballkreises Zugspitze stieg der Verein 1994 erstmals in die Bezirksoberliga auf. Nach Abstieg 1997 gelang 1999 der Wiederaufstieg und 2002 der Aufstieg in die Landesliga. Nach einer Saison stieg Raisting wieder ab. Nach dem zweiten Landesligaaufstieg 2007 hielt sich der Verein zwei Saisonen. Im Zuge der Ligenreform des Bayerischen Fußball-Verbandes stieg der Verein 2012 zum dritten Mal in die Landesliga auf. Dort gelang unter Trainer Robert Färber 2013 die Vizemeisterschaft. Nach Aufstiegsspielen gegen den SV Pettstadt und die DJK Vilzing qualifizierte sich der Verein für die Bayernliga. Den Abstieg in die Landesliga Südwest musste man 2015 hinnehmen.